# 斯氏鬚鰍
斯氏鬚鰍（學名：Barbatula sturanyi）為輻鰭魚綱鯉形目條鰍科鬚鰍屬的其中一種。分布於歐洲阿爾巴尼亞及北馬其頓的奧赫里德湖流域，本魚體延長呈圓柱形，口亞下位，具觸鬚3對，體色為灰黃色，身體兩側有不規則的斑點，體長可達10公分，棲息在礫石底質的底層水域，生活習性不明。

## 扩展阅读
維基物種上的相關：斯氏鬚鰍